# Mistrzostwa Europy w Wioślarstwie 1904
12. Mistrzostwa Europy w Wioślarstwie odbyły się w sierpniu 1904 r. we francuskim Paryżu (po raz 2. w historii). Zawodnicy rywalizowali w 5 konkurencjach wioślarskich na przepływającej przez miasto rzece Sekwanie na terenie gmin Courbevoie–Asnières. 

## Medaliści
| Konkurencja                 | Złoto | Srebro                                                                 | Brąz | Źródło      |
| --------------------------- | --- | ---------------------------------------------------------------------- | --- | ----------- |
| M1x (jedynka)               | Louis von Moos | Henri Barbenés                                                         | – | [ 1 ]       |
| M2x (dwójka podwójna)       | Francja Carlos Deltour · Antoine Védrenne | Belgia Daniël Clarembaux · Xavier Crombet                              | Szwajcaria Albert von Moos · Louis von Moos | [ 2 ] [ 3 ] |
| M2+ (dwójka ze sternikiem)  | Francja Beurrier · Émile Lejeune · Martin (sternik) | Belgia Guillaume Visser · Urbain Molmans · Rodolphe Colpaert (sternik) | Włochy Augusto Barbati · Luigi Stolte · P. Guasco (sternik) | [ 4 ] [ 3 ] |
| M4+ (czwórka ze sternikiem) | Belgia Guillaume Visser · Urbain Molmans · Victor van Acker · Ernest Tralbaut · Rodolphe Colbaert (sternik)                                                                          | Francja                                                                | Włochy Enrico Capelli · Ermano Borghi · Costante Brambilla · Antonio Maganza · P. Guasco (sternik)                                                                     | [ 5 ]       |
| M8+ (ósemka)                | Belgia Guillaume Visser · Urbain Molmans · Julien Lauwers · Ernest Tralbaut · Alphonse van Roy · Hector Deprume · Victor van Acker · Polydor de Geyter · Rodolphe Colbaert (sternik) | Francja                                                                | Włochy Carlo Caproni · Mario Bessignano · Uberto Cagnassi · Giorgio Gianolio · Virgilio Forni · Francesco Rossi · Aldo Marchetti · Antonio Colli · P. Guasco (sternik) | [ 6 ]       |

## Klasyfikacja medalowa
| Miejsce | Reprezentacja                             | Złoto | Srebro | Brąz | Razem |
| ------- | ----------------------------------------- | ----- | ------ | ---- | ----- |
| 1.      | Belgia                                    | 2     | 2      | 0    | 4     |
| 1.      | Francja                                   | 2     | 2      | 0    | 4     |
| 3.      | Szwajcaria                                | 1     | 0      | 1    | 2     |
| 4.      | Cesarstwo Niemieckie (Alzacja-Lotaryngia) | 0     | 1      | 0    | 1     |
| 5.      | Włochy                                    | 0     | 0      | 3    | 3     |
| Razem   | Razem                                     | 5     | 5      | 4    | 14    |